# Pamíri rassz

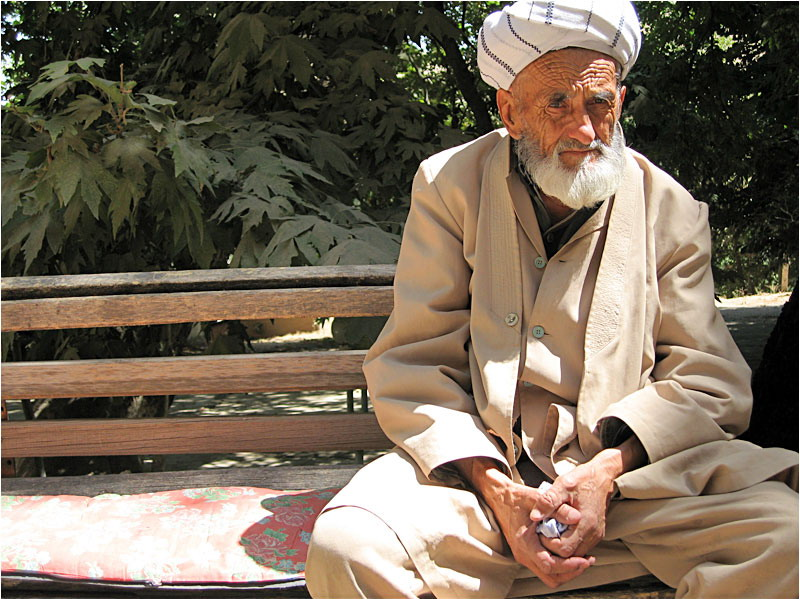
Pamíri férfi Üzbegisztánból.

A pamíri rassz (más néven pamíro-fergánai, közép-ázsiai folyamközi, pamíri-iráni avagy közép-ázsiai típus) egy embertípus elnevezése az antropológiában. 

## Eredete
L. Osanyin a turanid típus elterjedési területének déli részén, a pamíri rasszot különítette el, amely szerinte rendszertanilag a turanid és az armenid között foglal helyet. De vannak más nézetek is, melyek szerint ez a típus az őseurópai andronovo és az orientalid típus keveredéséből alakult ki. Ám az is elképzelhető, hogy az indoafgán típusból jött létre fejrövidüléssel. 
Kialakulási területe valószínűleg a „Hétfolyam köze” és Irán közötti terület lehetett és az iráni nyelvű népekkel azonosítják. Mai legklasszikusabb lelőhelye Pamír vidéke, a Tiensan, az Altaj, az Amu- és a Szír-darja, valamint az Iráni fennsík területén lehetett. Ma a leggyakoribb a tadzsikok, az üzbégek és a karakalpok között.

## Jellemzői
Nagyközepes vagy magas termet. A férfiak átlagos testmagassága 168-170 cm vagy e fölötti. A testalkat általában szikár, vékony. A fej kerek és viszonylag kicsi, igen rövid, a fej-jelző értéke 85 körüli. A fej széles vagy középszéles, a nyakszirt enyhén domború vagy lapos, jellemző a lambdatáji lapulat. A homlok meredek, középmagas, a csontos szemöldökív gyengén vagy közepesen fejlett. 

## Magyarországi előfordulása
A pamíri átlagmagasság a magyaroknál magasabb, mint a keleti népeknél, átlagban 168,94 cm a férfiaknál, a nőknél pedig 157,54 cm. Előfordulása a dunántúli Zalacsébben 25,0%-os, Dudaron 24,5%-os , Őriszentpéteren 24,3%-os, a Duna-Tisza közi Érsekcsanádon 22,1%-os, a Vas megyei Szentkirályon 21,3%-os, a palócföldi Nádújfalun 21, 9%-os, Mátraderecskén 20,6%-os, a tiszántúli Szamosszegen 31,3%-os, Kisújszálláson 26,8%-os, Dögén 24,2%-os, a felvidéki Zoborvidéken 21,9%-os, Martoson és Kamocsán 21,1%-os, a kárpátaljai Nagydobronyban 24,8%-os, Csíkszentgyörgyön és Bánkfalván 17,7%-os és Gidófalván és Bodokon 16,3%-os. 
Ezenfelül megtalálhatóak Magyarországon pamíri típusnak a turaniddal kevert formája is. Ez a legnagyobb számban Fajszon, Dunaszentbenedek környékén, Mátraderecskén és Egerbocson.  